# Vintage!
Vintage! è stato un canale televisivo italiano privato del digitale terrestre.

## Storia
Vintage! ha iniziato le sue trasmissioni il 31 luglio 2012 all'interno del multiplex televisivo a diffusione nazionale Rete A 2, con LCN 69. La posizione LCN 69 del digitale terrestre era precedentemente occupata da Virgin Radio TV, che dal 1º agosto 2012 ha abbandonato le frequenze terrestri e satellitari per rimanere visibile esclusivamente su internet. Dal 20 dicembre 2012 la posizione LCN 69 è passata a Radio Capital TiVù e Vintage! ha cessato le trasmissioni.
Vintage! si proponeva come canale tematico dedicato alla musica degli anni settanta e ottanta, trasmettendo nel tradizionale formato 4:3 con la risoluzione 576i, tipica della televisione a definizione standard.